# Семюель Олкен
Семюель Олкен (англ. Samuel Alken, 22 жовтня 1756, Лондон — 9 листопада 1815, Лондон) — англійський художник, ілюстратор і гравер.

## Біографія
Представник родини відомих англійських художників Олкен. Три його сини Джордж, Семюель Генрі і Генрі також були художниками.
З 1772 роки навчався на скульптурному відділенні Королівської академії мистецтв.
Один з найбільш відомих в Англії граверів в новій тоді в Європі техніці акватинта. У 1779 р видав працю «A New Book of Ornaments Designed and Etched by Samuel Alken».
Автор пейзажів, численних картин на спортивну тему, сцен полювання, хоча деякі його роботи приписують пензлю його сина Генрі Олкена.

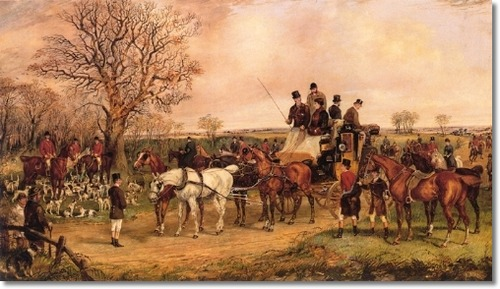
Samuel-alken-the-meet

Крім того, Семюель Олкен був популярним художником і ілюстратором, його карикатури і сатиричні малюнки розміщують в британських друкованих виданнях.

## Галерея

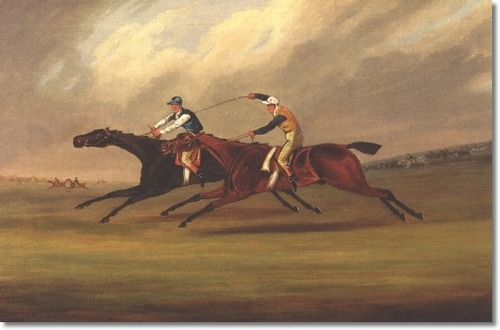
Скачки
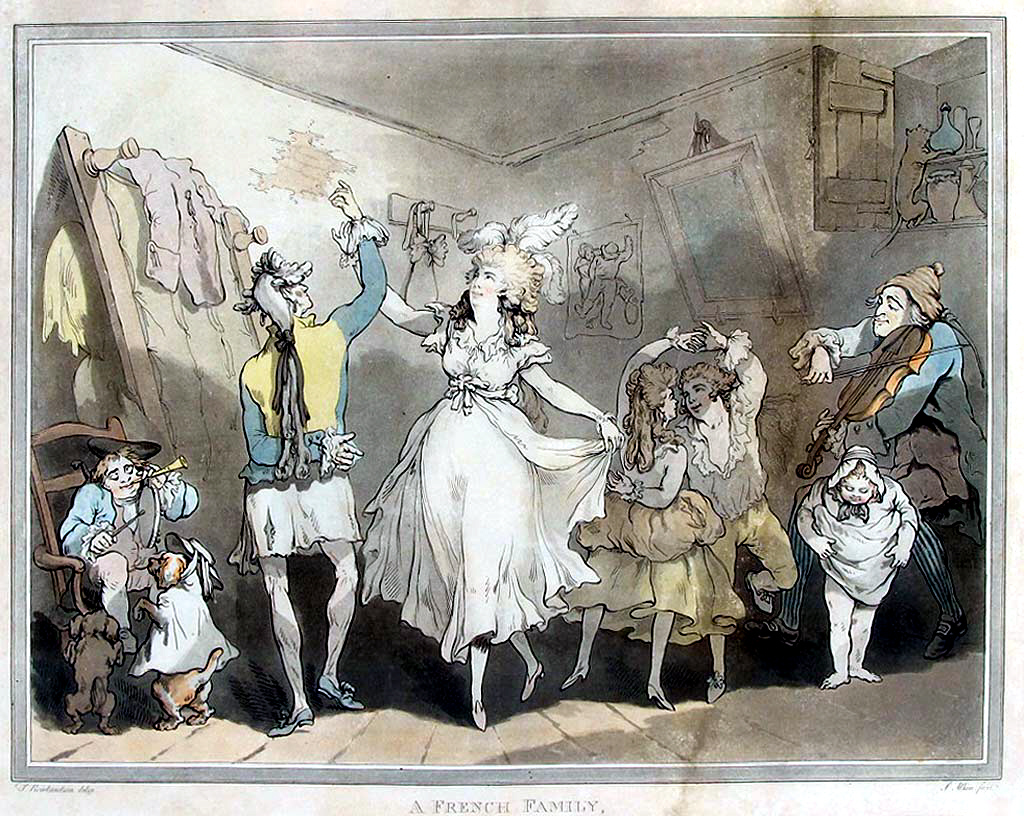
Французская семья. 1786
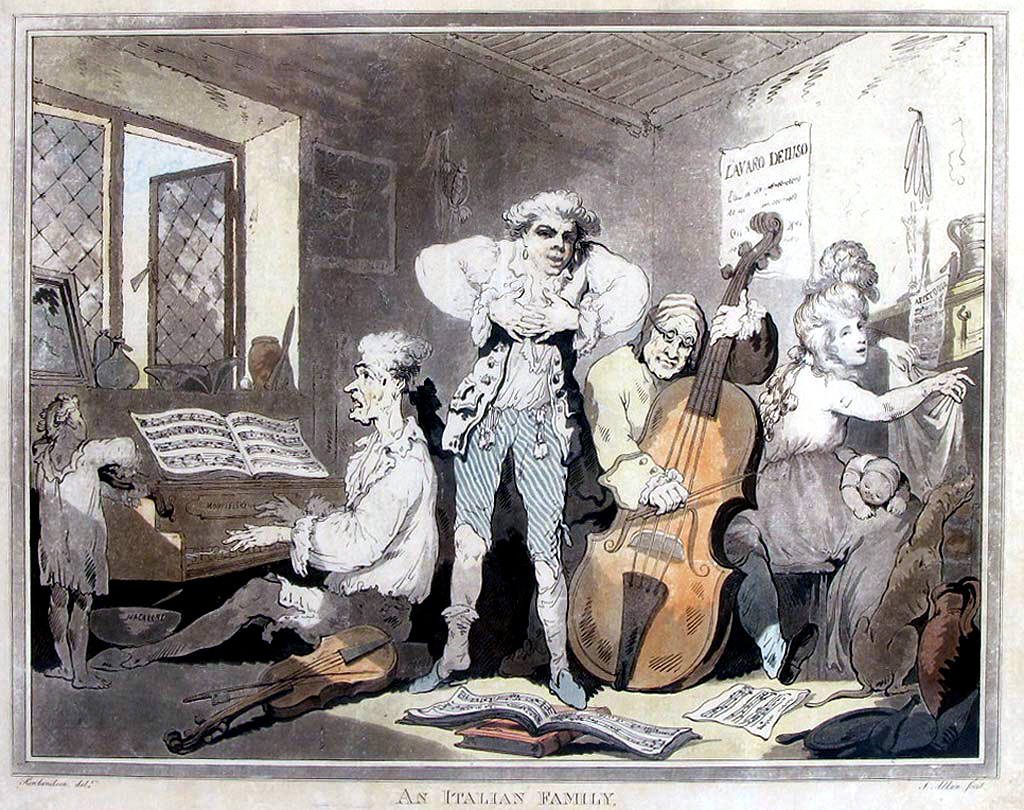
Итальянская семья. 1785
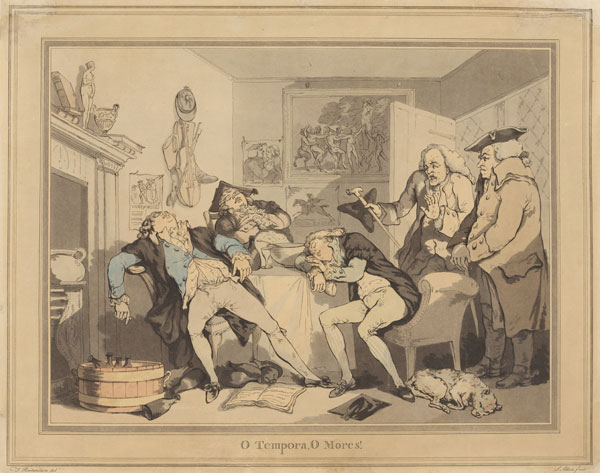
«О времена, о нравы!».1792